# Scelio
Scelio är ett släkte av steklar som beskrevs av Pierre André Latreille 1805. Enligt Catalogue of Life ingår Scelio i familjen Scelionidae, men enligt Dyntaxa är tillhörigheten istället familjen gallmyggesteklar.

## Bildgalleri

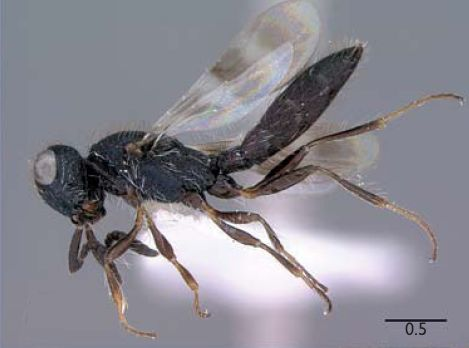
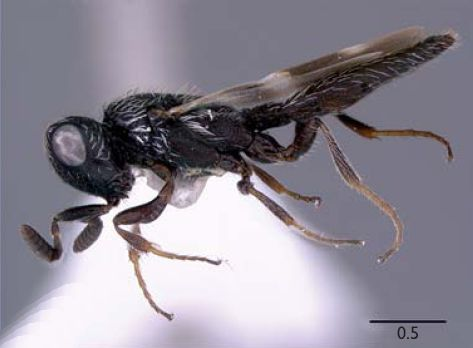
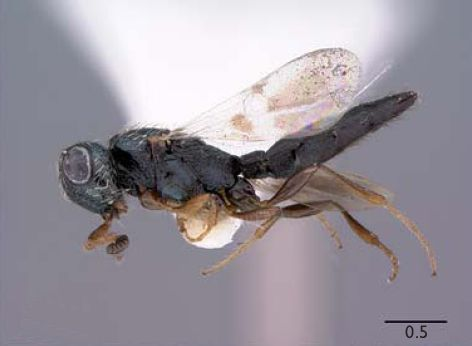
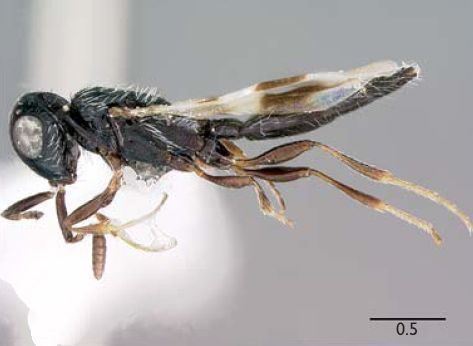
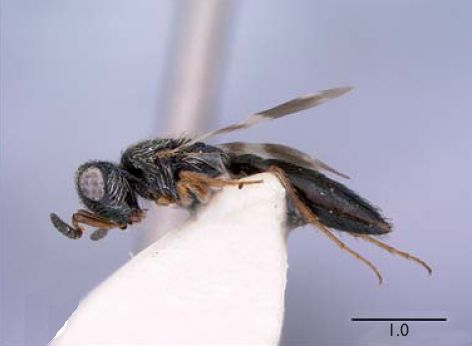
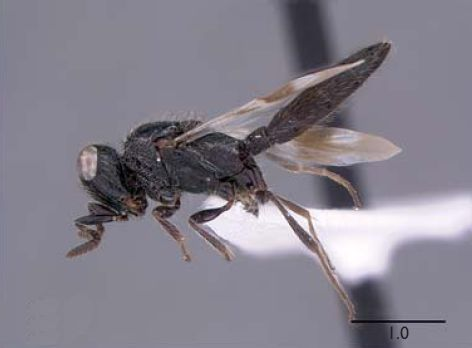

## Dottertaxa tillScelio, i alfabetisk ordning[1][2]
- Scelio acontes
- Scelio acte
- Scelio aegyptiacus
- Scelio afer
- Scelio africanus
- Scelio alfierii
- Scelio amoenus
- Scelio ancilla
- Scelio anmarae
- Scelio annae
- Scelio antorides
- Scelio anyirambo
- Scelio apo
- Scelio approbatus
- Scelio aratigena
- Scelio arion
- Scelio asperatus
- Scelio auronitens
- Scelio aurosparsus
- Scelio australiensis
- Scelio bakeri
- Scelio baoli
- Scelio bengalensis
- Scelio bicolor
- Scelio bipartitus
- Scelio bisectus
- Scelio borroloolensis
- Scelio brasiliensis
- Scelio bronae
- Scelio cahirensis
- Scelio calcuttaensis
- Scelio callimone
- Scelio caloptenorum
- Scelio calopterus
- Scelio cellularis
- Scelio ceto
- Scelio chapmanni
- Scelio cheops
- Scelio chortoicetes
- Scelio cinctus
- Scelio clarus
- Scelio commixtus
- Scelio concinnus
- Scelio conformis
- Scelio conon
- Scelio consobrinus
- Scelio contractus
- Scelio coriaceiventris
- Scelio coriaceus
- Scelio corion
- Scelio correctus
- Scelio crassellus
- Scelio crassiceps
- Scelio croces
- Scelio cruentatus
- Scelio desinens
- Scelio dhupgarhi
- Scelio dichropli
- Scelio diemenensis
- Scelio difficilis
- Scelio dion
- Scelio doddi
- Scelio dodes
- Scelio dones
- Scelio elongatus
- Scelio ernstii
- Scelio erythrogaster
- Scelio erythropoda
- Scelio erythropus
- Scelio evanescens
- Scelio exaratus
- Scelio facialis
- Scelio festivus
- Scelio flavibarbis
- Scelio flavicornis
- Scelio flavicoxis
- Scelio flavigaster
- Scelio flavocinctus
- Scelio floridanus
- Scelio floridus
- Scelio fomes
- Scelio fritzi
- Scelio fulgidus
- Scelio fulvipes
- Scelio fulvithorax
- Scelio furcatus
- Scelio fuscicoxis
- Scelio gallowayi
- Scelio gaudens
- Scelio gobar
- Scelio goron
- Scelio gracilis
- Scelio grbini
- Scelio grongtes
- Scelio guatemalensis
- Scelio habilis
- Scelio hieroglyphi
- Scelio hilaris
- Scelio homona
- Scelio horai
- Scelio howardi
- Scelio husseini
- Scelio hyalinipennis
- Scelio hypena
- Scelio ignobilis
- Scelio improcerus
- Scelio incertus
- Scelio inermis
- Scelio insolitus
- Scelio integer
- Scelio javanicus
- Scelio jokentae
- Scelio joni
- Scelio levifrons
- Scelio lineolatus
- Scelio littoralis
- Scelio locustae
- Scelio longiventris
- Scelio loretanus
- Scelio lugens
- Scelio luzonicus
- Scelio macrotomus
- Scelio magnus
- Scelio mallapura
- Scelio mannesi
- Scelio marbis
- Scelio mareebaensis
- Scelio maritimus
- Scelio matthewsi
- Scelio mauritanicus
- Scelio meridionalis
- Scelio microcerus
- Scelio mikei
- Scelio mimaces
- Scelio munnaricus
- Scelio muraii
- Scelio nakhlensis
- Scelio nanocuspis
- Scelio naumanni
- Scelio nerion
- Scelio nigricornis
- Scelio nigricoxa
- Scelio nigriscutellum
- Scelio nigrobrunneus
- Scelio nikolskyi
- Scelio nilamburensis
- Scelio nisa
- Scelio nitens
- Scelio noancilla
- Scelio notabilis
- Scelio odites
- Scelio oedipodae
- Scelio opacus
- Scelio orientalis
- Scelio oviphagus
- Scelio ovivorus
- Scelio oxyae
- Scelio paivai
- Scelio pakistanensis
- Scelio pakistanicus
- Scelio pallidipes
- Scelio paracroces
- Scelio paraensis
- Scelio paraspinifera
- Scelio parvicornis
- Scelio pembertoni
- Scelio perspicuus
- Scelio petilus
- Scelio philippinensis
- Scelio pigotti
- Scelio pilosifrons
- Scelio pilosus
- Scelio planithorax
- Scelio plasticus
- Scelio poecilopterus
- Scelio popovi
- Scelio princeps
- Scelio psenes
- Scelio pseudaustralis
- Scelio pulchripennis
- Scelio pumilus
- Scelio punctaticeps
- Scelio remaudierei
- Scelio reticulatum
- Scelio rubripes
- Scelio rufiventris
- Scelio rufonotatus
- Scelio rufulus
- Scelio rugosulus
- Scelio rugosus
- Scelio rusticus
- Scelio ruticulus
- Scelio rutilus
- Scelio satpurus
- Scelio schmelio
- Scelio scottusae
- Scelio scyllinopsi
- Scelio sectigena
- Scelio semiatratus
- Scelio semirufus
- Scelio semisanguineus
- Scelio serdangensis
- Scelio setafascis
- Scelio setiger
- Scelio similis
- Scelio singularis
- Scelio solus
- Scelio spinifera
- Scelio splendidus
- Scelio squamosus
- Scelio striatifacies
- Scelio striatiscutum
- Scelio striativentris
- Scelio striatus
- Scelio subpolitus
- Scelio sudanensis
- Scelio sulcaticeps
- Scelio tasmaniensis
- Scelio taylori
- Scelio tenuipilosus
- Scelio thomsoni
- Scelio transversalis
- Scelio travancoricus
- Scelio tripartitus
- Scelio trisectus
- Scelio tristis
- Scelio tsuruokensis
- Scelio unidentis
- Scelio urgo
- Scelio uvarovi
- Scelio walkeri
- Scelio wallacei
- Scelio vallecularis
- Scelio variegatus
- Scelio variicornis
- Scelio variipennis
- Scelio varipunctatus
- Scelio venatus
- Scelio wittmeri
- Scelio vulgaris
- Scelio xanthopterus
- Scelio zafari
- Scelio zborowskii
- Scelio zolotarevskyi